# Гомрай вогнистий
Гомрай вогнистий (Buceros hydrocorax) — вид птахів родини птахів-носорогів (Bucerotidae).

## Поширення
Ендемік Філіппін. Мешкає у первісних тропічних вологих лісах.

## Опис
Птах завдовжки 60-65 см. Вага 1185-1824 г у самців і 1017-1662 г у самиць.

## Підвиди
- B. h. hydrocorax Linnaeus, найпівнічніший підвид, широко поширений на Лусоні та меншому острові Маріндук;
- B. h. semigaleatus Tweeddale, 1878, поширений на Самарі, Лейте, Бохолі, Панаоні, Білірані, Калікоані і Буаді;
- B. h. mindanensis Tweeddale, 1877, присутній в Дінагаті, Сіаргао, Мінданао (а також на прилеглих островах Балут, Букас і Талікуд) і в Басілані.